# A l'altra banda del carrer 110
 A l'altra banda del carrer 110  (Across 110th Street) és una pel·lícula policíaca dirigida per Barry Shear i estrenada el 1972. Ha estat doblada al català.
Sovint associada a la blaxploitation, va rebre una acollida elogiosa de crítics com Greil Marcus per haver superat els límits del gènere.

## Argument
La història es desenvolupa a Harlem, on el carrer 110 simbolitza una frontera entre els barris pobres i rics.
A continuació d'un robatori, tres joves lladres es troben perseguits per la màfia i la policia.

## Repartiment
- Yaphet Kotto: tinent Pope
- Anthony Quinn: capità Mattelli
- Anthony Franciosa: Nick D'Salvio
- Burt Young: Lapides
- Antonio Fargas: Henry J. Jackson
- Richard Ward: Doc Johnson
- Gilbert Lewis: Shevvy
- Frank Adu: Black Assistant
- Frank Arno: detectiu Rizzo
- Joseph Attles: Mr. Jessup
- Paul Benjamin: Jim Harris
- Ed Bernard: Joe Logart
- Tina Beyer: Black Whore
- Gerry Black: Patrolman
- Samuel Blue Jr.: Dr.Christmas